# John FitzAlan
John Fitzalan, III Señor de Clun y Oswestry (1200–1240) en las Marcas Galesas en el condado de Shropshire.

## Familia
John sucedió a su hermano, William Fitz Alan, el II Señor de Oswestry y Clun, que murió en 1216 sin descendencia. Eran hijos de William Fitz Alan, I Señor de Oswestry y Clun (m. 1210) y de una hija de Hugh de Lacy, de nombre desconocido; Los FitzAlan eran descendientes de Alan fitzFlaad, de origen breton.

## Conflictos reales
Era uno de los barones feudales objeto de la cólera de Juan de Inglaterra, cuyas fuerzas atacaron e incendieron Oswestry en 1216. John FitzAlan mantenía buenas relaciones con Llywelyn ap Iorwerth hasta 1217.
Fue también representante de la Corona en una disputa entre Enrique III de Inglaterra y el líder galés, Llywelyn el Grande en 1226. En el mismo año medió entre un vecino, William Pantulf (m. 1233), Señor de Wem en Shropshire, un descendiente de William Pantulf, y Madog ap Gruffydd (m. 1236), Señor de Powys y primo de Llywelyn ap Iorwerth.
En 1233/4 durante el conflicto entre Enrique III, el conde Mariscal, y Llywelyn el Grande, John FitzAlan se alineó con la Corona y Oswestry fue nuevamente atacado, esta vez por los galeses.

## Matrimonio
Se casó con Isabel d'Aubigny, hija de William d'Aubigny, conde de Arundel y Mabel de Chester, y  fueron padres de:
- John Fitzalan, Señor de Clun & Oswestry, y Arundel, cuyo nieto sería Conde  de Arundel.[4]